# Kultura głaskowska
Kultura głaskowska – chalkolityczna kultura archeologiczna z obszaru Syberii, stanowisko eponimiczne Głaskowo w pobliżu Irkucka.
Rozwijała się w latach około 1700–1200 p.n.e.
Gospodarka oparta na myślistwie, rybołówstwie i zbieractwie. Łodzie lekkie z kory brzozowej, liczne znaleziska grotów kościanych. Ceramika gładka lub zdobiona szpatułkami. Ozdoby strojów głównie z kłów jelenia i koralików jadeitowych. W grobach pojawiają się wyroby miedziane obok kościanych i kamiennych.
Bogactwo ozdób jadeitowych oraz ich forma wskazują, iż kultura ta mogła mieć wpływ nawet na kultury Dalekiego Wschodu, być może były prototypami jadeitowych zabytków chińskich.
Twórców kultury głaskowskiej wiąże się z przodkami Ewenków, Ewenów i Jukagirów.